# Brachyopa daeckei
Brachyopa daeckei är en tvåvingeart som beskrevs av Johnson 1917. Brachyopa daeckei ingår i släktet savblomflugor, och familjen blomflugor. Inga underarter finns listade i Catalogue of Life.